# From There to Eternity
| Críticas profissionais | Críticas profissionais |
| Avaliações da crítica  | Avaliações da crítica  |
| Fonte                  | Avaliação              |
| ---------------------- | ---------------------- |
| Allmusic               | 2 de 5 estrelas.       |

From There to Eternity é uma re-edição da compilação de vídeos The First Ten Years: The Videos lançado pela banda de Heavy Metal Iron Maiden no ano de 1990. From There to Eternity contém cinco faixas a mais que a compilação lançada em 1990, são elas: Tailgunner, Bring Your Daughter to the Slaughter, Be Quick or Be Dead, From Here to Eternity e Wasting Love.

## Faixas
1. "Women in Uniform"
2. "Wrathchild (live)"
3. "Run to the Hills"
4. "The Number of the Beast"
5. "Flight of Icarus"
6. "The Trooper"
7. "2 Minutes to Midnight"
8. "Aces High"
9. "Running Free (live)"
10. "Wasted Years"
11. "Stranger in a Strange Land"
12. "Can I Play with Madness"
13. "The Evil that Men do"
14. "The Clairvoyant"
15. "Infinite Dreams (live)"
16. "Holy Smoke"
17. "Tailgunner"
18. "Bring Your Daughter to the Slaughter"
19. "Be Quick or Be Dead"
20. "From Here to Eternity"
21. "Wasting Love"